# زدآی‌ال-۱۱۵
زدآی‌ال-۱۱۵ (ZIL-115) خودرویی است که در سال‌های ۱۹۷۲ تا؟ ?تولید شده‌است.
این خودرو در کلاس خودرو لوکس قرار گرفته و است.
موتور آن ۶۹۵ سی‌سی سیستم جعبه‌دندهٔ آن ۳ دنده به صورت خودکار است.